# Bernardim Ribeiro
Pour les articles homonymes, voir Ribeiro.
Bernardim Ribeiro, né à Torrão (Alcácer do Sal) en 1482 et décédé à Lisbonne en octobre 1552, est un écrivain portugais du XVIe siècle, principalement connu pour son roman Mémoires d'une jeune fille triste, ou Le Livre des Solitudes (Menina e Moça ou Saudades) qui fonde le genre du roman pastoral dans la péninsule Ibérique et la littérature lusophone, et qui est l'une des premières œuvres littéraires à introduire la notion de saudade.
Considéré comme un classique au Portugal, cet ouvrage complexe figure sur la Liste des 50 œuvres essentielles de la littérature portugaise établie en 2016 par le très prestigieux Diário de Notícias.

## Biographie
La vie de Bernardim Ribeiro est très peu connue, ses ouvrages étant à peu près la seule source dont les chercheurs disposent. De ses différentes compositions en vers et en prose, on peut déduire qu'il a lu Virgile, Ovide, Pétrarque, Boccace et Sannazaro et qu'il maîtrise la culture classique de la Renaissance. En raison de l'importance du thème de l'exil dans son œuvre et du fait que les Mémoires d'une jeune fille triste ont été publiés en Italie, certains ont supposé qu'il était peut-être un Juif portugais récemment converti au christianisme que les persécutions de l'Inquisition auraient poussé à émigrer vers l'Italie. Toutefois, son décès à Lisbonne, dans un hôpital public, tend à infirmer l'hypothèse d'un exil définitif à l'étranger pour échapper à des poursuites inquisitoriales. Il aurait été proche de la famille des Usque, des juifs portugais exilés en Italie, mais aurait aussi aurait entretenu des rapports amicaux avec le poète Sá de Miranda et le dramaturge Gil Vicente, rencontrés dans le premier quart du XVIe siècle à la cour de Manuel Ier et Jean III.
Il est mort en 1552 interné dans l'asile d'aliénés de Todos-os-Santos de Lisbonne.

### L’œuvre poétique
Bernardim Ribeiro est l'auteur de douze compositions poétiques insérées dans le très prestigieux Cancioneiro geral de Garcia de Resende (1516), de cinq églogues, de deux chansons, de la célèbre sextine Hier le soleil s'est couché (Ontem pôs-se o Sol, vraisemblablement la première sextine écrite en portugais), de la romance en vers Au long d'une rivière (Ao longo duma ribeira) insérée dans le Chansonnier castillan de 1550 (seule composition en portugais de ce chansonnier espagnol), ainsi que d'une chanson et d'une romance insérées dans les chapitres XVIII et XXI de son roman Mémoires d'une jeune fille triste.
L'ensemble de ses poèmes, réuni depuis 1645 dans ses Œuvres complètes, constitue une plaquette de vers d'une cinquantaine de pages.

### Le roman Mémoires d'une jeune fille triste, ou Le Livre des Solitudes
Le roman Mémoires d'une jeune fille triste, ou Le Livre des Solitudes (Menina e Moça ou Saudades) narre, en prenant le point de vue de l'héroïne, la tragédie amoureuse et les errances d’une jeune fille triste et solitaire. Organisé en vingt-quatre, puis trente chapitres (à partir de la seconde édition), le roman étend l'architecture de la nouvelle médiévale, dont il diffère par un certain nombre d'aspects : longueur du texte, mode de narration, caractère fictionnel, complexité de la trame, méditation mystique, système d'anagrammes, insertion d'épisodes de combats (chap. V) et de romances en vers (chap. XXI), et il fonde le genre du roman pastoral.
Parmi les éléments ayant contribué à donner un caractère mythique au texte, le système d'anagrammes utilisé pour nommer les personnages, "Binmarder" pour "Bernardim", "Avalor" pour "Álvaro", "Donanfer" pour "Fernando", etc., suggère que le roman serait la narration voilée de la romance de Bernardim Ribeiro avec D. Beatrice, fille du roi Manuell Ier, devenue princesse de Savoie après son mariage avec Charles III. Outre ce système de noms de personnages à double sens, le caractère allégorique du récit a donné lieu à une multitude d’opinions, études et interprétations. Pour certains, Le Livre des Solitudes serait une représentation ésotérique de la communauté juive en exil. Pour d’autres, comme le chercheur et romancier Hélder Macedo (pt) qui lui a consacré un livre intitulé La signification occulte de Menina et moça, le roman de Bernardim Ribeiro s'inscrit dans la continuité du Sefer HaZohar, ou Zohar, le livre de la splendeur, ouvrage le plus important de la Kabbale rédigé par Moïse de León, à la fin du XIIIe siècle, très influent au sein des communautés juives de la péninsule Ibérique au XVe siècle.
Tous ces éléments ont souvent amené les spécialistes de la littérature portugaise à considérer ce texte comme un précurseur du roman à clé.
Les Mémoires d'une jeune fille triste ont été édités pour la première de façon posthume en 1554 à Ferrare, en Italie, par l'imprimeur judéo-portugais Abraham Usque. Lors de la seconde édition de 1557-1558, le texte de l'édition princeps a été remanié, avec un rajout de cinq chapitres à partir du chapitre XXIV, dont les chercheurs portugais ignorent s'ils sont de Bernardim Ribeiro ou s'il s'agit d'une contribution anonyme.

### Postérité
- La première phrase des Mémoires d'une jeune fille triste est devenue un lieu commun de la littérature portugaise: « Menina e moça me levaram de casa de minha mãe para muito longe »
- Les Mémoires d'une jeune fille triste ont été adaptés à l'opéra en 2005 par le compositeur suisse Xavier Dayer au Grand Théâtre de Genève[2].
- Bernardim Ribeiro a reçu d'innombrables hommages au Portugal et dans le monde. L'écrivain Almeida Garret lui consacre un passage très élogieux en 1826 dans son Parnaso Lusitano (I, P. XII-XIII). Une statue en marbre sculptée par António Alberto Nunes en 1891 est érigée en son honneur au Museu de Évora. Son nom est attribué à une place à Torrão (Alcácer do Sal) sa ville natale, ainsi qu'à d'innombrables rues et des établissements scolaires dans les plus grandes villes du Portugal, à Lisbonne, Porto, Coimbra, Matosinhos, Almada, São Mamede de Infesta, Seixal, Torrão, Odivelas, etc.
- L’œuvre de Bernardim Ribeiro et le mystère entourant son existence ont eu une profonde influence sur des écrivains majeurs tels qu'Almeida Garrett, Eça de Queiroz, Fernando Pessoa, José Saramago et Agustina Bessa-Luis.
- Dans sa monumentale Antología de poetas líricos, le polygraphe et érudit espagnol Marcelino Menéndez Y Pelayo (1856-1912) rend à un hommage soutenu à Bernardim Ribeiro, qu'il considère comme "une âme très poétique, de sensibilité quasi féminine." (Antologia. Tomo VII, P. CLVIII).
- Bien que maîtrisant la culture classique, Bernardim Ribeiro écrit dans un style courant non-érudit très soigné, volontairement chargé d'archaïsmes, qui renforce le caractère ésotérique de son œuvre, et qui a contribué à forger la tradition stylistique portugaise en prose
- Pour le chercheur et romancier Hélder Macedo (pt), les Mémoires d'une jeune fille triste doivent être perçues comme "une méditation mystique pessimiste autour de l'amour humain, du manque et du regret."[3]

## Œuvres
- Cancioneiro Geral, compilation de poésie palatiale portugaise des XVe et XVIe siècles, organisée et éditée en 1516 par Garcia de Resende (12 contributions).
- Menina e Moça, ou Saudades, Abraham Usque, Ferrare, 1554, traduit en français pour la première fois en 2003.
- Bernardim Ribeiro (trad. du portugais par Maryvonne Boudoy et Anne-Marie Quint, préf. Maria de Lourdes Belchior), Chagrins et amours de quelques bergers : Églogues II, III et IV [« Éclogas »], Chauvigny, Éditions de l'Escampette, coll. « Classiques de la poésie portugaise », février 1994, 1re éd., 104 p., 14 cm x 19 cm, broché (ISBN 2-909428-11-7 et 9782909428116)
- Bernardim Ribeiro (trad. du portugais par Cécile Lombard, préf. Agustina Bessa-Luís), Mémoires d'une jeune fille triste, ou Le Livre des Solitudes [« Menina e Moça »], Paris, Phébus, coll. « Domaine romanesque », 14 février 2003, 1re éd., 160 p., broché (ISBN 2-85940-881-9 et 9782859408817, présentation en ligne)
- Bernardim Ribeiro (trad. Maryvonne Boudoy et Anne-Marie Quint), Le Livre des Nostalgies (Menina e Moça), Paris, Chandeigne, 2014.